# Goranski dijalekt
Goranski ili Gorskokotarski dijalekt je jedan od dijalekata kajkavskog narječja.
Govori se na uskom području gornjeg toka rijeke Kupe i dalje na istok do kraja Gorskog kotara.
Govor sadrži kajkavske osobine uz prijelaze prema susjednim čakavskim i slovenskim govorima.
Govor se proteže i na pograničnom prostoru sa slovenske strane Kupe (pokuplje i dijelovi slovenske Bele Krajine) koji je nekoć bio dio Hrvatske, ili gdje su hrvatski feudalci imali svoje posjede.

Istočnom dijelu pripadaju mjesta Lukovdol, Gorenci, Dolenci, Podvučnik, Rtić, Draga Lukovdolska, Nadvučnik, Vučnik, Severin na Kupi, Močila, Klanac, Damalj, Plešivica Lukovdolska, Rim, Zdihovo, Lipje Bosiljevsko, Mali Jadrč, Veliki Jadrč, Osojnik. U navedenim je mjestima prisutan noviji čakavski utjecaj, a upravo je to glavna razlika između njih i zapadnoga poddijalekta kojem pripada sav preostali teren, od Zaumola i Plemenitaša na zapad. 
Također, u manjem, istočnom dijelu akcentuacija je slična kao u prigorskom dijalektu; veći, zapadni dio odlikuju neke crte tipične za slovenske dolenjske govore. Specifičnost je goranskog dijalekta prijelaz dočetnoga m u n u nastavcima i nepromjenjivim riječima, kao u većini čakavskih govora.

Riječ je o prijelaznom govoru koji je nastao na početno (srednje)čakavskom području i uz kajkavsko-čakavsku granicu nešto južnije od Kupe (današnja slovenska Bela Krajina je tada bila hrvatsko područje, a još dugo kasnije i dio Zagrebačke biskupije), kojeg su promijenile migracije stanovništva na sjever pred Turcima, te kasnije vraćanje (i novo naseljavanje) tog stanovništva s područja donje Kranjske (Dolenjske). 